# Burgúndios

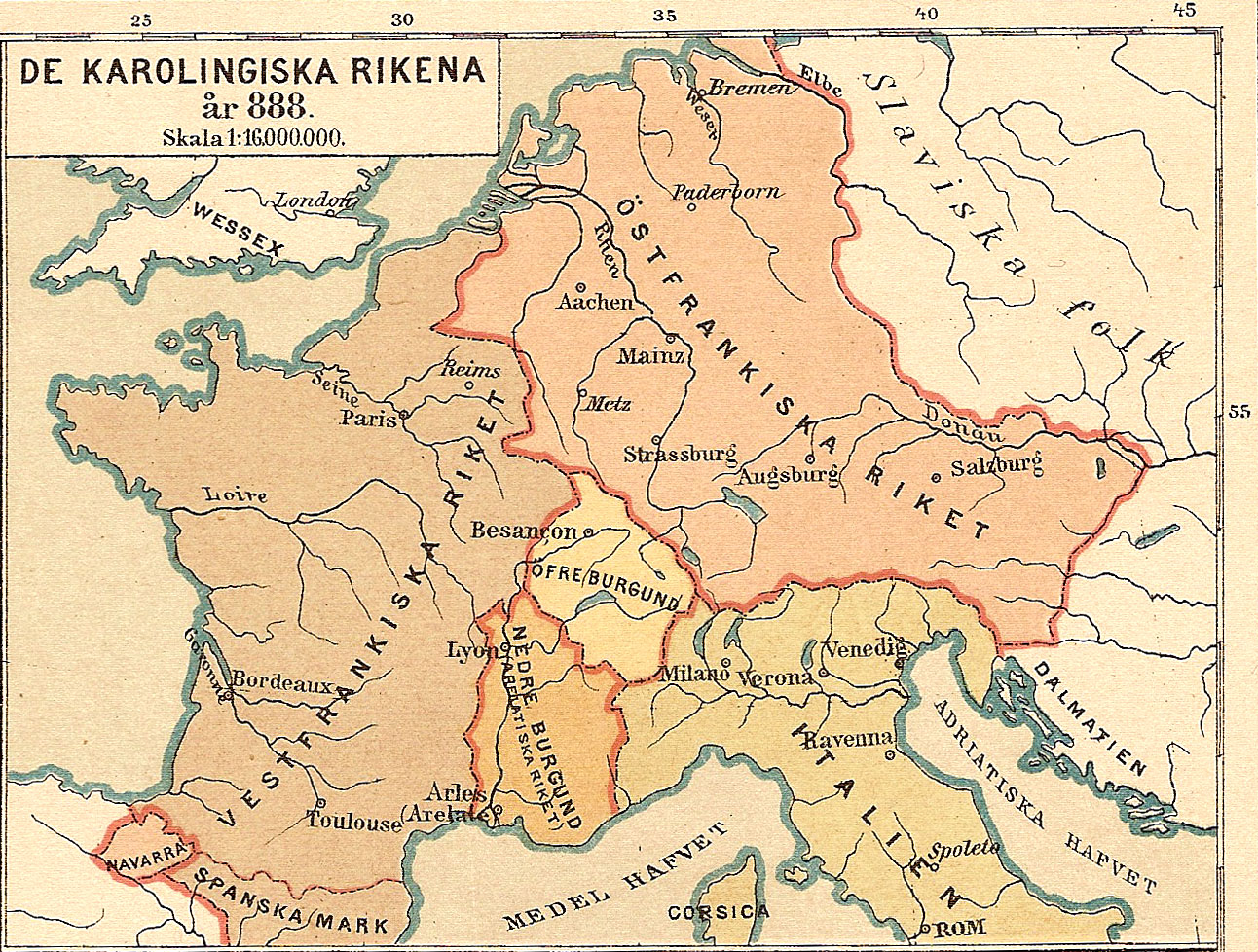
Mapa histórico dos reinos carolíngios, com Borgonha superior e inferior, ano 888.

Os burgundos ou burgúndios eram uma tribo germânica. É o mais antigo povo germânico[carece de fontes?] conhecido de áreas a leste do rio Oder. Os burgúndios tinham uma tradição de origem escandinava. O nome antigo nórdico de Boríngia era Burgundarholm. De acordo com Jordanes, os godos derrotaram os burgúndios até que se estabeleceram nos estuários do rio Vístula e as expulsaram dali. Burgúndios viveram lá até que eles deixaram a área de 200.[carece de fontes?]
No baixo Império Romano, instalaram-se na Germânia e na Gália na qualidade de federados. Tendo procurado se estender na Bélgica, foram abatidos por Aécio em 436 e transferidos para Saboia. De lá, eles se espalharam nas bacias do Saône e do Ródano. Foram submetidos pelos francos em 532 e seu território foi reunido à Nêustria. Deram seu nome à Borgonha.

## História antiga

### Os principais povos germânicos
A tradição borgonhesa de origem escandinava, encontra suporte na evidência dos topónimos e na arqueologia (Stjerna) e muitos consideram essa tradição como correta. Possivelmente, por que a Escandinávia estava além do horizonte das antigas fontes romanas, eles não sabiam de onde os burgúndios vinham, e as primeiras referências romanas os localizavam a leste do rio Reno, na Germânia. Fontes romanas antigas indicam que eles eram simplesmente outra tribo germânica oriental.
Aproximadamente em 300, a população de Bornholm (ilha dos burgúndios), desapareceu quase totalmente da ilha. Muitos cemitérios pararam de ser usados, e naqueles que ainda eram usados havia poucos sepultamentos.
No ano de 369, o imperador Valentiniano I, alistou-os para ajudá-lo na sua guerra contra as tribos germânicas, os alamanos. Nessa época, os burgúndios possivelmente viviam da bacia do Vístula, de acordo com o historiador dos godos. Algum tempo após a guerra contra os alamanos, os burgúndios foram derrotados em batalha por Fastida, rei dos gépidas, sendo subjugados, quase aniquilados.
Aproximadamente quatro décadas depois, os burgúndios reapareceram. Seguindo a retirada das tropas do general romano Estilicão para atacar Alarico I, os visigodos em 406-408, as tribos do norte cruzaram o rio Reno e entraram no Império Romano na Völkerwanderung, ou (migrações dos povos bárbaros). Entre elas estavam os alanos, vândalos, suevos e possivelmente os burgúndios. Os burgúndios migraram para oeste e se estabeleceram no vale do Reno.
Havia, ao que parece, naquela época um relacionamento amigável entre os hunos e os burgúndios. Era um costume huno entre as mulheres ter seu crânio alongado artificialmente por um amarrador apertado na cabeça quando a criança ainda era um bebê. Túmulos germânicos são às vezes encontrados com ornamentos hunos e também com crânios de mulheres alongados; a oeste do Reno apenas sepulturas burgúndias contém um grande número desses crânios (Werner, 1953).

### Religião
Em algum lugar no leste europeu os burgúndios se converteram ao arianismo, o que passou a ser uma fonte de suspeita e desconfiança entre os burgúndios e o Império Romano do Ocidente católico. As discórdias eram acalmadas por volta de 500, porém, Gundebaldo, um dos últimos reis burgúndios, manteve uma amizade pessoal próxima com Ávito de Vienne, o arcebispo católico de Vienne. Além disso, o filho e sucessor de Gundebaldo, Sigismundo da Borgonha, era católico, e há evidências que muitos dos burgúndios tenham se convertido na mesma época, incluindo várias mulheres membros da família governante.

### Antiga relação com os romanos
Inicialmente, os burgúndios parecem ter tido um relacionamento tempestuoso com os romanos. Eles eram usados pelo império para se defender de outras tribos, mas também penetravam nas regiões fronteiriças e expandiam sua influência quando possível.

## Os reinos burgúndios

Reino da Borgonha durante o século V

### O primeiro reino
Em 411, o rei burgúndio Gundário instalou um imperador fantoche no Império Romano, Jovino, em cooperação com Goário, rei dos alanos. Com a autoridade do imperador gaulês que ele controlava, Gundário se estabeleceu na margem (romana) esquerda do rio Reno, entre os rios Lauter e Nahe, apoderando-se de Borbetômago (Worms), Noviômago Nemeto (Espira) e Argentorato (Estrasburgo). Aparentemente como parte de uma trégua, o imperador Flávio Augusto Honório, mais tarde concedeu a eles as terras.
Apesar do seu novo status de federados, as incursões burgúndias na Gália Bélgica se tornaram intoleráveis e foram brutalmente encerradas em 436, quando o general romano Flávio Aécio convocou mercenários hunos que subjugaram o reino do rio Reno (que tinha sua capital no antigo assentamento celta romano de Borbetômago) em 437. Gundário foi morto em combate, de acordo com o que foi relatado pela maioria das tribos burgúndias. A destruição de Borbetômago e do reino burgúndio pelos hunos se tornou o assunto de lendas heroicas que foram mais tarde incorporadas no Nibelungenlied.

### O segundo reino
Por razões não citadas nas fontes, aos burgúndios foi concedido o status de federados uma segunda vez, e em 443 eles foram reassentados por Flávio Aécio na região de Sapáudia (Chronica Gaellica 452). Apesar de a Sapáudia não corresponder a qualquer região atual, os burgúndios provavelmente viveram próximos a Lugduno, a atual Lyon (Wood 1994, Gregório II, 9). Um novo rei, Gunderico, presumivelmente um filho de Gundário, parece ter reinado a partir da morte de seu pai (Drew, p. 1). Ao todo, oito reis burgúndios da casa de Gundário governaram até o reino ser invadido pelos francos em 534.
Como aliados de Roma nas suas últimas décadas, os burgúndios lutaram ao lado de Flávio Aécio e de uma confederação de visigodos e outras tribos na derrota final de Átila na Batalha dos Campos Cataláunicos em 451. A aliança entre os burgúndios e os visigodos parece ter sido forte, com Gundíoco e seu irmão Quilperico I acompanhando Teodorico II à Península Ibérica para atacar os suevos em 455. (Jordanes, Gética, 231)

### Aspirações ao império
Também em 455, uma referência ambígua infidoque tibi Burdundio ductu (Sidônio Apolinário in Panegyr. Avit. 442) envolve um desconhecido líder traidor burgúndio no assassinato do imperador Petrônio Máximo no caos que precedeu o saque de Roma pelos vândalos. O aristocrata Ricímero também foi acusado; esse evento marca o primeiro indício de ligação entre os burgúndios e Ricímero, que era provavelmente cunhado de Gundíoco e tio de Gundebaldo. (John Malalas, 374)
Os burgúndios, aparentemente confiantes no seu poder crescente, negociaram em 456 uma expansão territorial e um arranjo de divisão de forças com os senadores romanos locais. (Mário de Avenches)
Em 457, Ricímero causou a queda de outro imperador, Ávito, conduzindo Majoriano ao trono. O novo imperador mostrou ser imprestável para Ricímero e para os burgúndios. Um ano após a sua ascensão, Majoriano expulsou os burgúndios das terras que eles haviam adquirido dois anos antes. Após mostrar leves sinais de independência, ele foi assassinado por Ricímero em 461.
Dez anos depois, em 472, Ricímero - que agora era genro do imperador romano ocidental Antêmio - estava conspirando com Gundebaldo para matar seu sogro. Gundebaldo decapitou o imperador (aparentemente pessoalmente) (Chronica Gallica 511; João de Antioquia, fr. 209; Jordanes, Gética, 239). Ricímero então indicou Olíbrio). Ambos morreram, surpreendentemente de causas naturais, em poucos meses. Gundebaldo parece então ter sucedido seu tio como aristocrata e fazedor de reis, e elevou Glicério ao trono. (Mário de Avenches; João de Antioquia, fr. 209)
Em 474, a influência burgúndia sobre o império parece ter terminado. Glicério foi deposto em favor de Júlio Nepos, e Gundebaldo retornou à Borgonha, presumivelmente na morte de seu pai Gundíoco. Nessa época ou um pouco depois, o reino burgúndio foi dividido entre Gundebaldo e seus irmãos, Godegisel, Quilperico II e Gundomário I. (Gregório, II, 28)

### Consolidação do reino
De acordo com Gregório de Tours, os anos seguintes ao retorno de Gundebaldo à Borgonha viram uma sangrenta consolidação de poder. Gregório declara que Gundebaldo assassinou seu irmão Quilperico, afogou sua esposa e exilou suas filhas (uma das quais se tornou a esposa do franco Clóvis I, e foi responsável pelo que dizem pela sua conversão) (Gregório, II, 28). Isso é contestado, por exemplo por J. B. Bury, que aponta problemas na cronologia de Gregório para os eventos.
Por volta de 500, Gundebaldo e Clóvis I entraram em guerra, e Gundebaldo parece ter sido traído por seu irmão Godegisel, que se uniu aos francos. Juntas, as forças de Godegisel e Clóvis I "esmagaram o exército de Gundebaldo" (Mário a. 500; Gregório, II, 32). Gundebaldo esteve temporariamente escondido em Avinhão, mas foi capaz de reagrupar seu exército e saquear Viena, onde Godegisel e muitos de seus seguidores foram executados. A partir daí, Gundebaldo parece ter sido o único rei da Borgonha. Isso implicaria que seu irmão Gundomário já estava morto, apesar de não haver nenhuma menção a isso nas fontes da época.
Ou Gundebaldo e Clóvis I se reconciliaram e esqueceram suas diferenças, ou Gundebaldo foi forçado a algum tipo de vassalagem após a vitória anterior de Clóvis I, com o rei burgúndio ajudando os francos em 507 na vitória contra Alarico II, rei dos visigodos.
Durante a revolta, em algum momento entre 483 e 501, Gundebaldo começou a apresentar a Lex Gundobada, lançando aproximadamente a primeira metade dela, que foi extraída da Lex Visigothorum. Após consolidar o poder, entre 501 e sua morte em 516, Gundebaldo apresentou a segunda metade de suas leis, que eram originalmente burgúndias.

### Queda do segundo reino
Os burgúndios haviam estendido seu poder sobre todo o sudeste da Gália, ou seja, o norte da península Itálica, o oeste da Suíça, e o sudeste da França. Em 493, Clóvis I, rei dos francos, casou-se com a princesa burgúndia Clotilda, filha de Quilperico.
Após inicialmente se aliar a Clóvis I contra os visigodos no começo do século VI, os burgúndios foram finalmente conquistados pelos francos em 534. O reino burgúndio passou a fazer parte dos reinos merovíngios, e os burgúndios foram amplamente absorvidos por eles.

## As leis burgúndias
Os burgúndios deixaram três códigos legais, que estão entre os mais antigos das tribos germânicas.
O Liber Consitutionum sive Lex Gundobada (O Livro da Constituição Segundo a Lei de Gundebaldo), também conhecida como Lex Burgundionum, ou mais simplesmente Lex Gundobada ou ainda Liber, foi lançado em várias partes entre 483 e 516, principalmente por Gundebaldo, mas também por seu filho, Sigismundo. Era um registro das leis costumeiras e típicas de muitos códigos de leis germânicos desse período. Particularmente, o Liber copiou a Lex romana visigothorum e influenciou o posterior Lex Ribuaria. O Liber é uma das fontes primárias da vida burgúndia daquela época, e também da história de seus reis.
Como muitas das tribos germânicas, as tradições legais burgúndias permitiam a aplicação de leis distintas para etnias diferentes. Dessa forma, em adição à Lex Gundobada, Gundebaldo também lançou (ou codificou) um conjunto de leis para os assuntos romanos do reino burgúndio, a Lex Romana Burgundionum ("Lei Romana dos Burgúndios").
Somando-se aos dois códigos acima, o filho de Gundebaldo, Sigismundo, publicou depois o Prima Constitutio.

## Origem do nome
O nome dos burgúndios era antes ligado à região da moderna França que ainda mantém seu nome. Entre os séculos VI e XX, contudo, as fronteiras e as conexões políticas da região mudaram com freqüência. Nenhuma dessas mudanças teve algo a ver com os burgúndios originais. O nome burgúndios refere-se hoje aos habitantes do território da Borgonha. Os descendentes dos burgúndios hoje são encontrados inicialmente entre os franco-falantes da Suíça e nas regiões fronteiriças da França.

## Reis burgúndios
- Godomário (524-534)
- Sigismundo (516-524)
- Gundebaldo (500-516)
- Godegisel (470-500)
- Gundomário (470)
- Quilperico (470-474)
- Gundíoco (437-470)
- Gondicário (413-436)
- Gebica (?-413)